# Élections législatives singapouriennes de 2020
Les élections législatives singapouriennes de 2020 ont lieu le 10 juillet 2020 afin d'élire les 93 députés directement élus du Parlement de Singapour.
Pour la 15e fois consécutive le Parti d'action populaire (PAP), au pouvoir depuis 1959, remporte une large majorité absolue des sièges. Le Parti des travailleurs (en) demeure le principal parti d'opposition au Parlement, malgré l'entrée à la chambre du Parti du progrès, récemment créé.

## Contexte
Au pouvoir depuis l'indépendance du pays en 1959, le Parti d'action populaire (PAP) est largement attendu vainqueur, malgré la crise économique liée à la pandémie de Covid-19, qui marque notamment la campagne en contraignant les différents partis à une propagande réduite,,.
L'omniprésence du Parti d'action populaire depuis plusieurs décennies, celle de la famille du premier Premier ministre Lee Kuan Yew à la tête du pays, ainsi que le contrôle très strict de l'information — qui place notamment Singapour au 158ème rang sur 180 dans le classement mondial de Reporters sans frontières sur la liberté de la presse — amènent la plupart des observateurs à remettre en cause le caractère démocratique de ses scrutins.
Durant la campagne électorale le Parti des travailleurs, principal parti d'opposition, prend d'ailleurs le soin d'indiquer qu'il ne vise pas à gouverner, mais plutôt à obtenir suffisamment d'influence au Parlement pour pouvoir y exercer un certain contre-pouvoir.
Le scrutin devrait pour la première fois conduire dans un futur proche à l'élection d'un Premier ministre ne faisant pas partie de la famille Lee, le Premier ministre sortant Lee Hsien Loong ayant annoncé vouloir à terme se retirer.

## Système électoral

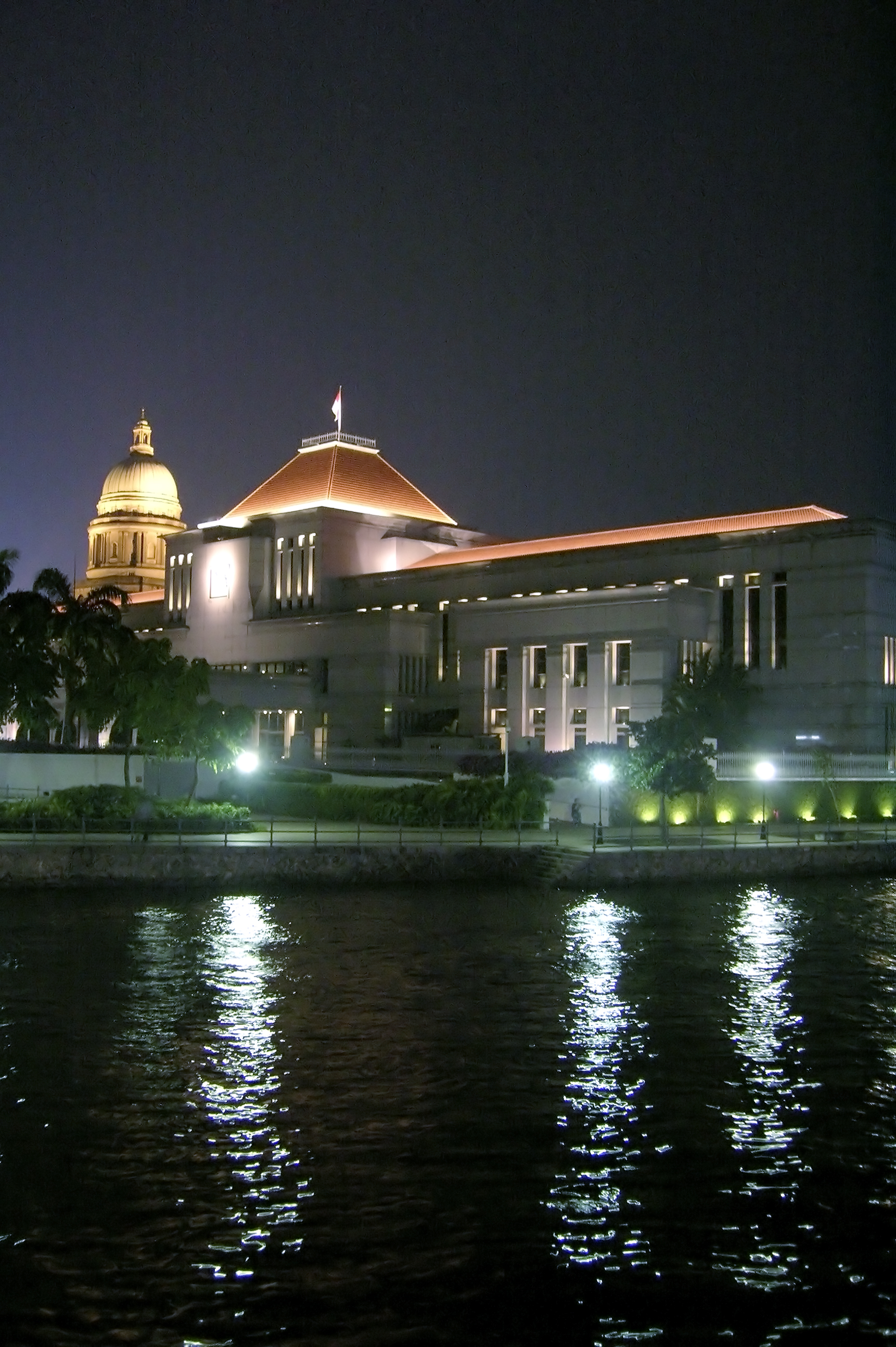
Le bâtiment du parlement, anciennement siège de la Cour suprême.

Singapour est doté d'un Parlement unicaméral composé d'au moins 93 sièges pourvus pour cinq ans, dont 14 au scrutin uninominal majoritaire à un tour dans autant de circonscriptions à siège unique (Single Member Constituency ou SMC), et 79 au scrutin majoritaire plurinominal dans 17 circonscriptions de 4 à 5 sièges. Ces dernières, appelées circonscriptions à représentation groupée (Group Representation Constituency ou GRC), doivent obligatoirement comporter au moins un candidat des minorités malaise ou indienne, ou d'une autre minorité nationale. Les candidats d'une même GRC doivent tous être du même parti politique, ou être tous indépendants. Six GRC comportent quatre sièges chacune, et les onze autres cinq.
Le droit de vote s'acquiert à vingt et un ans. Les électeurs votent pour un seul candidat dans les SMC, ou une liste de candidats dans les GRC. Dans les deux cas, le ou les candidats ayant recueilli le plus de suffrages dans leurs circonscriptions sont déclarés élus.

Circonscriptions électorales.

Aux députés directement élus s'ajoutent jusqu'à douze députés additionnels nommés par un comité de sélection, appelés « Membres du parlement non issus d'une circonscription » (Non-constituency Member of Parliament, NCMP). Ils sont choisis à partir des candidats de l'opposition dits « meilleurs perdants » car ayant obtenu les meilleurs résultats parmi les candidats n'ayant pas réussi à se faire élire. Ces nominations se font dans l'objectif de corriger une trop grande domination du parti au pouvoir. Leur nombre est ainsi directement lié à celui des députés directement élus de l'opposition. Si ces derniers sont plus de douze, aucun NCMP n'est choisi. S'ils sont moins de douze, il est procédé à la nomination d'autant de NCMP que nécessaire pour que le total des élus et des NCMP atteigne douze. Bien que désignés membres du parlement malgré leur échec aux élections, les candidats en question doivent tout de même avoir chacun recueilli un minimum de 15 % des voix dans la circonscription où ils concouraient. Il ne peut également y avoir deux NCMP provenant d'une même GRC, ni au total plus d'un NCMP provenant d'une SMC. Les sièges sont proposés aux candidats en question, qui sont libres de les refuser. Les élections de 2020 sont les premières depuis l'augmentation de neuf à douze du nombre maximum de NCMP à la suite d'une révision de la constitution en janvier 2016.
Enfin, à ce total s'ajoutent un nombre variable de députés nommés par le président de Singapour sur proposition d'un comité parlementaire dédié, pour un maximum de neuf députés. Obligatoirement indépendants, ces députés sont nommés pour la moitié du mandat du parlement, soit deux ans et demi, et visent à apporter davantage de représentativité au parlement. Leurs nomination est ainsi effectuée en dehors des lignes politiques, dans les secteurs des arts et des lettres, de la culture, des sciences, des affaires, de l'industrie et des professions sociales. S'ils peuvent participer aux débats et aux votes du parlement, les députés nommés ne peuvent en revanche voter lors des motions de censure, des votes relatifs au budget ou sur les amendements de la constitution.

## Résultats
|                          |                                        |           |       |      |        |        |        |               |  |  |  |  |  |  |
| Parti                    | Parti                                  | Voix      | %     | +/–  | Sièges | Sièges | Sièges | +/–           |  |  |  |  |  |  |
| Parti                    | Parti                                  | Voix      | %     | +/–  | Élus   | NCMP   | Total  | +/–           |  |  |  |  |  |  |
|                          | Parti d'action populaire (PAP)         | 1 527 491 | 61,23 | 8,63 | 83     | 0      | 83     | en stagnation |  |  |  |  |  |  |
|                          | Parti des travailleurs (WP)            | 279 922   | 11,22 | 1,26 | 10     | 0      | 10     | 1             |  |  |  |  |  |  |
|                          | Parti du progrès (PSP)                 | 253 996   | 10,18 | Nv   | 0      | 2      | 2      | 2             |  |  |  |  |  |  |
|                          | Parti démocratique (SDP)               | 111 054   | 4,45  | 0,69 | 0      | 0      | 0      | en stagnation |  |  |  |  |  |  |
|                          | Parti de la solidarité nationale (NSP) | 93 653    | 3,75  | 0,22 | 0      | 0      | 0      | en stagnation |  |  |  |  |  |  |
|                          | Voix du peuple (PV)                    | 59 183    | 2,37  | Nv   | 0      | 0      | 0      | en stagnation |  |  |  |  |  |  |
|                          | Parti de la réforme (RP)               | 54 599    | 2,19  | 0,44 | 0      | 0      | 0      | en stagnation |  |  |  |  |  |  |
|                          | Parti du peuple (SPP)                  | 37 998    | 1,52  | 0,65 | 0      | 0      | 0      | en stagnation |  |  |  |  |  |  |
|                          | Alliance démocrate (SDA)               | 32 237    | 1,49  | 0,57 | 0      | 0      | 0      | en stagnation |  |  |  |  |  |  |
|                          | Point rouge uni (RDU)                  | 31 260    | 1,25  | Nv   | 0      | 0      | 0      | en stagnation |  |  |  |  |  |  |
|                          | Parti du pouvoir au peuple (PPP)       | 7 489     | 0,30  | 0,83 | 0      | 0      | 0      | en stagnation |  |  |  |  |  |  |
|                          | Indépendants                           | 655       | 0,03  | 0,09 | 0      | 0      | 0      | en stagnation |  |  |  |  |  |  |
|                          |                                        |           |       |      |        |        |        |               |  |  |  |  |  |  |
| Votes valides            | Votes valides                          | 2 494 537 | 98,20 |      |        |        |        |               |  |  |  |  |  |  |
| Votes blancs et nuls     | Votes blancs et nuls                   | 45 822    | 1,80  |      |        |        |        |               |  |  |  |  |  |  |
| Total                    | Total                                  | 2 540 359 | 100   | –    | 93     | 2      | 95     | 3             |  |  |  |  |  |  |
| Abstention               | Abstention                             | 111 076   | 4,19  |      |        |        |        |               |  |  |  |  |  |  |
| Inscrits / participation | Inscrits / participation               | 2 651 435 | 95,81 |      |        |        |        |               |  |  |  |  |  |  |

## Analyse et conséquences

Résultats par circonscription.

Le parti au pouvoir sort victorieux du scrutin, bien qu'en net recul en termes de suffrages. Ces résultats mènent le Parti des travailleurs, bien qu'en légère baisse également, à remporter dix sièges directement élus, contre six en 2015. La formation se dispense ainsi du recours aux membres non élus, dont seuls deux sont attribués cette année, au profit du Parti du progrès nouvellement créé,.
Reconnaissant le relativement bon résultat du Parti des travailleurs, le gouvernement accorde à Pritam Singh le titre de Chef de l'opposition officielle, créé à cette occasion. Cela permet à l'opposition parlementaire d'avoir accès à des fonds publics pour l'exercice de ses fonctions.